# Ludovico Tersigni
Ludovico Tersigni (Roma, 8 agosto 1995) è un attore italiano.

## Biografia
Nato a Roma ma sempre vissuto a Nettuno, si è diplomato al Liceo Classico Chris Cappell College di Anzio. Fin dalle scuole medie si è cimentato in musical, continuando poi a studiare in compagnie teatrali amatoriali e frequentando vari corsi di teatro.
Nel 2014 esordisce al cinema nel film Arance & martello diretto dallo zio Diego Bianchi, presentato alla 71ª Mostra internazionale d'arte cinematografica di Venezia. Dal 2015 compare nella serie italiana Tutto può succedere interpretando il personaggio di Stefano Privitera. Viene confermato nella seconda e terza stagione della serie.
Nel 2016 viene scelto per interpretare Sam, protagonista del film Slam - Tutto per una ragazza, presentato al Torino Film Festival e poi distribuito nelle sale l'anno seguente.
Per poter interpretare Samuele, Ludovico Tersigni ha imparato ad andare sullo skateboard, realizzando così in prima persona alcune delle evoluzioni previste nel film.
Nel 2018 esordisce nel ruolo di Giovanni Garau nella web serie Skam Italia. È inoltre protagonista del cortometraggio Aggrappati a me di Luca Arcidiacono.
Nel 2019 recita nella serie Oltre la soglia, mentre l'anno seguente è il protagonista maschile di Summertime.
Il 20 maggio 2021 è stato annunciato come nuovo conduttore del talent musicale X Factor, in sostituzione di Alessandro Cattelan. Nel 2021 la rivista Forbes Italia lo ha inserito tra gli under 30 italiani che avranno maggiore impatto nel futuro per la categoria intrattenimento.

## Filmografia

### Cinema
- Arance & martello, regia di Diego Bianchi (2014)
- L'estate addosso, regia di Gabriele Muccino (2016)
- Slam - Tutto per una ragazza, regia di Andrea Molaioli (2017)

### Televisione
- Tutto può succedere – serie TV (2015-2018)
- Oltre la soglia – serie TV (2019)
- Skam Italia – serie TV, 52 episodi (2018-2022)
- Summertime – serie TV, 24 episodi (2020-2022)

### Cortometraggi
- Aggrappati a me, regia di Luca Arcidiacono (2018)

## Doppiaggio
- Sox in Lightyear - La vera storia di Buzz

## Programmi televisivi
- X Factor (Sky Uno e TV8, 2021) - conduttore
- Drag Race Italia (Real Time, 2022) - giudice ospite

## Riconoscimenti
- Forbes Italia
  - 2022 – Inserimento tra gli under 30 italiani di maggiore impatto nel futuro nella categoria "Intrattenimento"[10]
- Nastro d'argento
  - 2017 – Premio Guglielmo Biraghi per Slam - Tutto per una ragazza[11]